# 汶陽郡
汶阳郡，中国古代的郡。
东晋义熙初年分新城郡置汶阳郡，治所在高安县（北周改远安县，今湖北省远安县西北旧县镇）。《南齐书》记载“以临沮西界，水陆纡险，行径裁通，南通巴、巫，东南出州治，道带蛮蜑，田土肥美，立为汶阳郡，以处流民。”辖境相当今湖北省保康县、远安县相邻地区。历经南朝宋、南朝齐，南朝梁改为安远郡。隋朝废汶阳郡。         